# Gerald Kelly
Gerald Festus Kelly (9 de abril de 1879 — 5 de janeiro de 1972) foi um pintor retratista britânico, que se tornou presidente da Academia Real.

## Biografia
Gerald Kelly nasceu em Londres, educou-se no Hall Trinity (Cambridge) e, mais tarde, viveu e estudou Arte em Paris. Viajou muito, tendo visitado a Espanha, Estados Unidos, África do Sul e Birmânia.
Em 1920, casou-se com Lilian Ryan, que se tornou seu modelo para uma série de retratos, exibidos com o título de "Jane", seguido de um algarismo romano que correspondia ao ano da exposição.
De seu amigo, William Somerset Maugham, pintou vários retratos, que o escritor retribuiu inspirando-se nele para compor o personagem Frederick Lawson, em seu mais famoso romance: Servidão Humana.
Pintor favorito da Família real britânica, Kelly foi sagrado Cavaleiro, em 1945. Nomeado para a Academia Real, desde 1930, veio a tornar-se seu presidente no período de 1949-1954.
Foi membro da Ordem Hermética da Aurora Dourada (Golden Dawn).
Faleceu em Exmouth.